# Kleist-Förderpreis
Der Kleist-Förderpreis für neue Dramatik ist ein deutscher Literaturpreis, der seit 1996 für deutschsprachige Theatertexte verliehen wird, die zur Uraufführung noch frei stehen. Er gilt als einer der wichtigsten Nachwuchspreise für deutschsprachige Bühnenautoren.

## Geschichte
Der Preis wurde bis zum Jahr 2024 als Kleist-Förderpreis für junge Dramatikerinnen und Dramatiker vergeben.
Die Verleihung des Preises ist fester Bestandteil der Kleist-Festtage, die jährlich im Oktober zu Ehren des in Frankfurt (Oder) geborenen Dichters und Dramatikers Heinrich von Kleist stattfinden. Die Bewerber um den Preis sollten bei Einsendeschluss nicht älter als 35 Jahre sein.
Der mit 7500 Euro (Stand 2023) dotierte und mit einer Uraufführungsgarantie am Nationaltheater Mannheim verbundene Preis wird von der Stadt Frankfurt (Oder) gemeinsam mit den Ruhrfestspielen Recklinghausen, der Dramaturgischen Gesellschaft und der Frankfurter Messe- und Veranstaltungsgesellschaft vergeben.

## Kleist-Förderpreis für neue Dramatik
Seit der Ausschreibung für den Preis des Jahres 2025 wurde er in Kleist-Förderpreis für neue Dramatik umbenannt. Verbunden damit war der Wegfall der bisher geltenden Altersgrenze von 35 Jahren. Geblieben ist die Voraussetzung, dass die Texte noch zur Uraufführung frei sind. Ferner dürfen die Autorinnen und Autoren bisher nicht mehr als einen Text zur Uraufführung gebracht haben. Verbunden mit diesen Änderungen ist auch eine Erhöhung des Preisgeldes auf 10.000 Euro.

## Preisträger
- 1996 Guido Koster für Nachklang
- 1997 Marius von Mayenburg für Feuergesicht
- 1998 Katharina Gericke für Winterkönig
- 1999 Dirk Dobbrow für Legoland
- 2000 Andreas Sauter und Bernhard Studlar für A. ist eine Andere
- 2001 Katharina Schlender für Trutz
- 2002 Ulrike Syha für Autofahren in Deutschland
- 2003 Rebekka Kricheldorf für Kriegerfleisch
- 2004 Daniel Mursa für Dreitagefieber
- 2005 Reto Finger für Kaltes Land
- 2006 Dirk Laucke für alter ford escort dunkelblau
- 2007 Claudia Grehn für Heimlich bestialisch
- 2008 Anne Rabe für Achtzehn Einhundertneun – Lichtenhagen
- 2009 Ulrike Freising für Straße zum Strand
- 2010 Oliver Kluck für Warteraum Zukunft
- 2011 Wolfram Lotz für Der große Marsch
- 2012 Sasha Marianna Salzmann für Muttermale Fenster blau
- 2013 Maria Milisavljević für Brandung
- 2014 Michel Decar für Jenny Jannowitz
- 2015 Lukas Linder für Der Mann aus Oklahoma
- 2016 Thomas Köck für paradies fluten
- 2017 Franziska vom Heede für Tod für eins achtzig Geld
- 2018 Lars Werner für Weißer Raum[2]
- 2019 Peter Thiers für Warten auf Sturm[3]
- 2020 Magdalena Schrefel für Ein Berg, viele[4]
- 2021 Ivana Sokola für kill baby[5]
- 2022 Amir Gudarzi für Wonderwomb[6]
- 2023 Elisabeth Pape für Extra Zero[7]